# Сент-Уан-де-Шам
Сент-Уа́н-де-Шам (фр. Saint-Ouen-des-Champs) — колишній муніципалітет у Франції, у регіоні Нормандія, департамент Ер. Населення — 293 осіб (2011).
Муніципалітет був розташований на відстані близько 145 км на північний захід від Парижа, 45 км на захід від Руана, 65 км на північний захід від Евре.

## Історія
До 2015 року муніципалітет перебував у складі регіону Верхня Нормандія. Від 1 січня 2016 року належав до нового об'єднаного регіону Нормандія.
1 січня 2019 року Сент-Уан-де-Шам, Фурмето i Сен-Тюр'ян було об'єднано в новий муніципалітет Ле-Перре.

## Демографія
Динаміка населення (INSEE ):
Розподіл населення за віком та статтю (2006):
| Стать | Всього | До 15 років | 15-24 | 25-44 | 45-64 | 65-85 | Понад 85 |
| --- | ------ | ----------- | ----- | ----- | ----- | ----- | -------- |
| Чоловіки | 197    | 47          | 34    | 48    | 43    | 25    | 0        |
| Жінки | 120    | 17          | 4     | 44    | 29    | 26    | 0        |
| \| Статево-вікова піраміда \| Статево-вікова піраміда \| Статево-вікова піраміда \| \| ----------------------- \| ----------------------- \| ----------------------- \| \| Чоловіки \| Вік \| Жінки \| \| 0 \| 85 + \| 0 \| \| 0 \| 80-84 \| 0 \| \| 4 \| 75-79 \| 0 \| \| 21 \| 70-74 \| 13 \| \| 0 \| 65-69 \| 13 \| \| 13 \| 60-64 \| 4 \| \| 0 \| 55-59 \| 0 \| \| 9 \| 50-54 \| 4 \| \| 21 \| 45-49 \| 21 \| \| 13 \| 40-44 \| 13 \| \| 17 \| 35-39 \| 9 \| \| 9 \| 30-34 \| 13 \| \| 9 \| 25-29 \| 9 \| \| 13 \| 20-24 \| 0 \| \| 21 \| 15-20 \| 4 \| \| 17 \| 10-14 \| 4 \| \| 13 \| 5-9 \| 9 \| \| 17 \| 0-4 \| 4 \| |        |             |       |       |       |       |          |
| Статево-вікова піраміда |        |             |       |       |       |       |          |
| Чоловіки | Вік    | Жінки       |       |       |       |       |          |
| 0 | 85 +   | 0           |       |       |       |       |          |
| 0 | 80-84  | 0           |       |       |       |       |          |
| 4 | 75-79  | 0           |       |       |       |       |          |
| 21 | 70-74  | 13          |       |       |       |       |          |
| 0 | 65-69  | 13          |       |       |       |       |          |
| 13 | 60-64  | 4           |       |       |       |       |          |
| 0 | 55-59  | 0           |       |       |       |       |          |
| 9 | 50-54  | 4           |       |       |       |       |          |
| 21 | 45-49  | 21          |       |       |       |       |          |
| 13 | 40-44  | 13          |       |       |       |       |          |
| 17 | 35-39  | 9           |       |       |       |       |          |
| 9 | 30-34  | 13          |       |       |       |       |          |
| 9 | 25-29  | 9           |       |       |       |       |          |
| 13 | 20-24  | 0           |       |       |       |       |          |
| 21 | 15-20  | 4           |       |       |       |       |          |
| 17 | 10-14  | 4           |       |       |       |       |          |
| 13 | 5-9    | 9           |       |       |       |       |          |
| 17 | 0-4    | 4           |       |       |       |       |          |

## Економіка
2010 року серед 207 осіб працездатного віку (15—64 років) 156 були активними, 51 — неактивною (показник активності 75,4%, у 1999 році було 70,1%). З 156 активних мешканців працювали 142 особи (86 чоловіків та 56 жінок), безробітними було 14 (5 чоловіків та 9 жінок). Серед 51 неактивної 19 осіб було учнями чи студентами, 19 — пенсіонерами, 13 були неактивними з інших причин.

У 2010 році в муніципалітеті числилось 125 оподаткованих домогосподарств, у яких проживали 318,0 особи, медіана доходів виносила 20 147 євро на одного особоспоживача